# برانيسلاف توميتش
برانيسلاف توميتش هو لاعب كرة قدم صربي في مركز الوسط، ولد في 12 فبراير 1995 في تشاتشاك في صربيا. لعب مع FK Polet Ljubić ‏.

## وصلات خارجية
- برانيسلاف توميتش على موقع قاعدة بيانات كرة القدم.إي يو (الإنجليزية)
- برانيسلاف توميتش على موقع بيانات كرة القدم. دي إي (الألمانية)
- برانيسلاف توميتش على موقع Soccerbase.com (لاعب) (الإنجليزية)
- برانيسلاف توميتش على موقع Soccerway.com (الإنجليزية)
- برانيسلاف توميتش على موقع عالم كرة القدم.نت (الإنجليزية)